# Rhyssemodes sindicus
Rhyssemodes sindicus är en skalbaggsart som beskrevs av Riccardo Pittino 1984. Rhyssemodes sindicus ingår i släktet Rhyssemodes och familjen Aphodiidae. Inga underarter finns listade i Catalogue of Life.